# Costin Curelea
Costin Romeo Curelea (sinh ngày 11 tháng 7 năm 1984) là một cầu thủ bóng đá người România thi đấu cho Academica Clinceni ở vị trí tiền đạo.

## Sự nghiệp
Trong trận đấu đầu tiên cho Sportul Studenţesc, tại Liga II trước Dacia Mioveni, Costin Curelea ghi 2 bàn và Sportul giành chiến thắng 3-1. Anh có trận đấu đầu tiên tại Liga I trước Apulum Alba Iulia, vào ngày 31 tháng 7 năm 2004. Sau 2 tháng, anh ghi bàn thắng đầu tiên tại Liga I trước FCM Bacău, trong trận hòa 1–1 diễn ra ở Sân vận động Regie.
Sau Sportul Studenţesc xuống hạng vì lý do tài chính cuối mùa giải 2005–06, Costin Curelea ở lại đội bóng, cùng với Viorel Ferfelea, Dacian Varga và Tiberiu Bălan. Kể từ đó, anh thường là cầu thủ ghi nhiều bàn thắng nhất. Tại mùa giải 2006–07, Curelea ghi 14 bàn sau 29 trận.

## Thống kê
| Câu lạc bộ          | Mùa giải            | Giải vô địch | Giải vô địch | Cúp     | Cúp       | Châu Âu | Châu Âu   | Khác    | Khác      | Tổng cộng | Tổng cộng |
| Câu lạc bộ          | Mùa giải            | Số trận      | Bàn thắng    | Số trận | Bàn thắng | Số trận | Bàn thắng | Số trận | Bàn thắng | Số trận   | Bàn thắng |
| ------------------- | ------------------- | ------------ | ------------ | ------- | --------- | ------- | --------- | ------- | --------- | --------- | --------- |
| Sportul             | 2003–04             | 18           | 4            | 0       | 0         | 0       | 0         | 0       | 0         | 18        | 4         |
| Sportul             | 2004–05             | 23           | 2            | 3       | 1         | 0       | 0         | 0       | 0         | 26        | 3         |
| Sportul             | 2005–06             | 29           | 4            | 1       | 0         | 0       | 0         | 0       | 0         | 30        | 4         |
| Sportul             | 2006–07             | 30           | 14           | 1       | 0         | 0       | 0         | 0       | 0         | 31        | 14        |
| Sportul             | 2007–08             | 27           | 8            | 1       | 0         | 0       | 0         | 0       | 0         | 28        | 8         |
| Sportul             | 2008–09             | 31           | 13           | 4       | 2         | 0       | 0         | 0       | 0         | 35        | 15        |
| Sportul             | 2009–10             | 29           | 20           | 3       | 0         | 0       | 0         | 0       | 0         | 32        | 20        |
| Sportul             | 2010–11             | 33           | 9            | 2       | 1         | 0       | 0         | 0       | 0         | 35        | 10        |
| Sportul             | 2011–12             | 28           | 4            | 0       | 0         | 0       | 0         | 0       | 0         | 28        | 4         |
| Sportul             | 2012–13             | 6            | 4            | 0       | 0         | 0       | 0         | 0       | 0         | 6         | 4         |
| Sportul             | Tổng cộng           | 254          | 82           | 15      | 4         | 0       | 0         | 0       | 0         | 269       | 86        |
| Tổng cộng sự nghiệp | Tổng cộng sự nghiệp | 254          | 82           | 15      | 4         | 0       | 0         | 0       | 0         | 269       | 86        |

Thống kê chính xác đến trận đấu diễn ra ngày 27 tháng 10 năm 2012